# Louise (voornaam)
Louise is een Franse meisjesnaam; het is de vrouwelijke vorm van Louis (Lodewijk). Er zijn verschillende varianten waaronder Louisa en Louiza; in Nederland komt de verkorting Loes veel voor.
Lodewijk (oorspronkelijk "Chlodowig") is een tweestammige Germaanse naam (lod- is "roemvol" of "buit", -wig is "strijd"). De naam betekent dus zoveel als "roemvolle strijder" of "strijder om de buit".

## Varianten
- Luize, Loisa, Heloise
- Louiza (Arabisch)
- Luisa (Spaans, Italiaans)
- Louise, Louisa (Frans)
- Luiza (Pools)
- Luise (Duits)
- Lovisa (Zweeds)
- Louisa, Ludovica (Italiaans)
- Luísa (Portugees)
- Loes (Nederlands)
- Luisli (Zwitsers)

## Bekende naamdraagsters

### Adel
- Louise van Brandenburg
  - Louise Dorothea Sophia van Brandenburg (1680-1705)
  - Louise Henriëtte van Nassau (1627-1667)
- Louise van Frankrijk
  - Louise Marie van Frankrijk (1737-1787)
  - Louise van Savoye (1476-1531)
- Louise van Oostenrijk-Toscane
- Louise Mountbatten
- Louise Juliana van Nassau (1576-1644), dochter van Willem van Oranje, vrouw van Frederik IV van de Palts
- Louisa Ulrika van Pruisen (1720-1782), vrouw van koning Adolf Frederik van Zweden
- Louise der Nederlanden (1828-1871), koningin-gemalin van Noorwegen en Zweden
- Louise van Nassau-Weilburg (1765-1837)

België
- Louise Marie van Orléans, de eerste koningin der Belgen
- Prinses Louise van België
- Prinses Louise van België, dochter van koning Leopold II

Nederland
- Louise de Coligny (1555-1620), 4e vrouw van Willem van Oranje
- Frederica Louise Wilhelmina van Oranje-Nassau (1770-1819), dochter van stadhouder Willem V
- Frederica Louisa Wilhelmina van Pruisen (1774-1837), vrouw van koning Willem I

### Andere bekende personen
- Louise Bourgeois
- Louise Brooks
- Louise Fletcher
- Louise Fresco
- Louise Hay
- Louise Karlsson
- Louise Laridon (Marie-Louise Caroline van Houtte)
- Louise Redknapp
- Louise Went

## Bekende naamdragers in de literatuur
- Louise, personage van Suske en Wiske, beter bekend als "Wiske"